# Giuseppe Adami
Giuseppe Adami (Verona, 4 febbraio 1878 – Milano, 12 ottobre 1946) è stato un drammaturgo, librettista, giornalista, scrittore, biografo e critico musicale italiano.

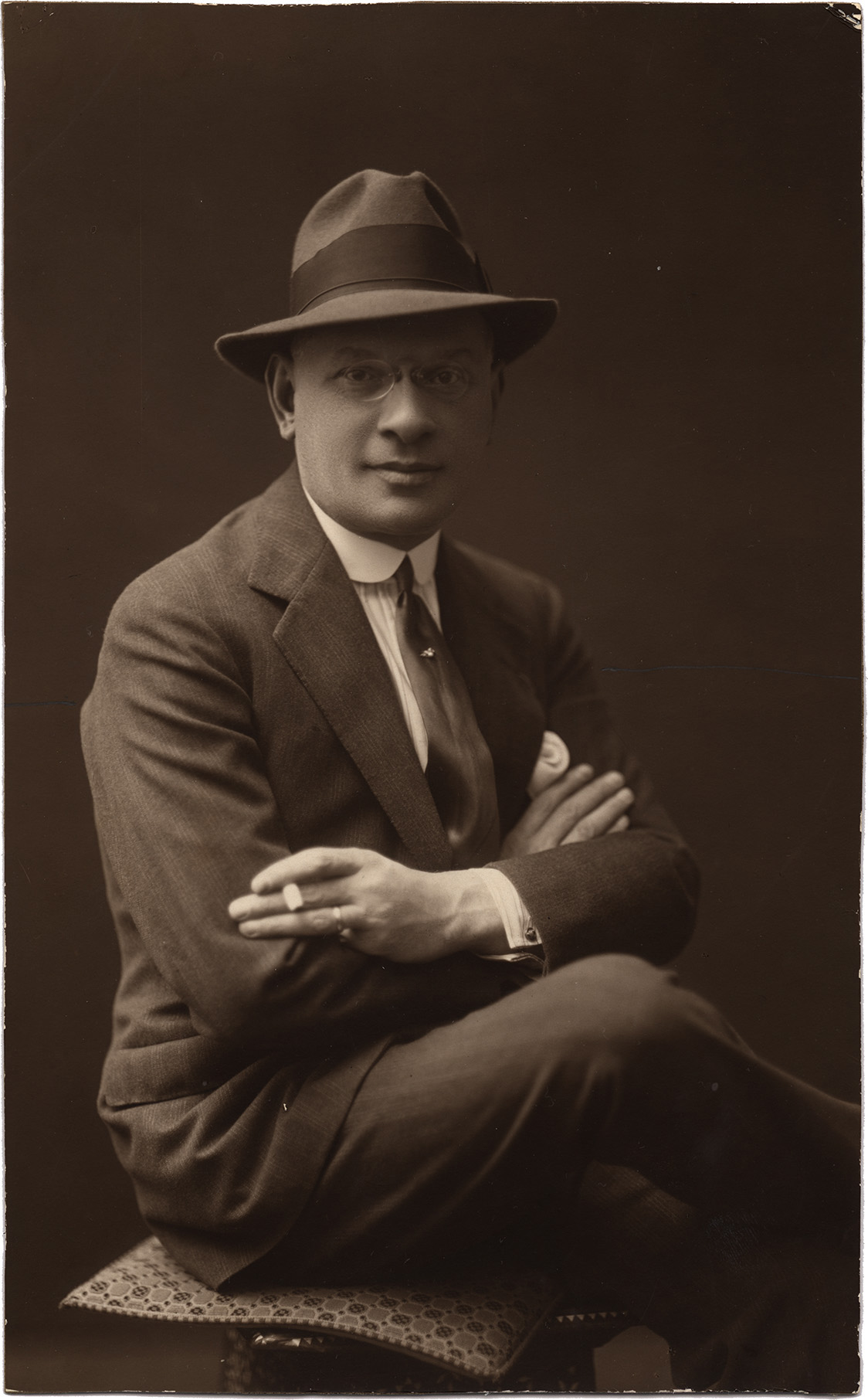
Ritratto di Giuseppe Adami, librettista

Celebre per la sua collaborazione con Giacomo Puccini, di cui fu librettista per le opere La rondine (1917), Il tabarro (1918) e Turandot (1924, insieme a Renato Simoni). Adami scrisse anche altre opere come le commedie I Fioi di Goldoni, La Capanna e il tuo cuore (1913), I Capelli bianchi (1915), Felicita Colombo (1935) e Nonna Felicita (1936).

## Biografia
Si laureò all'Università degli Studi di Padova in legge, ma si dedicò principalmente all'attività di scrittore, autore di opere teatrali e critico musicale.

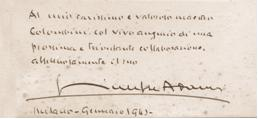
Lettera autografa di Giuseppe Adami

Nell'ottobre del 1912 su La Lettura, una rivista mensile del Corriere della Sera, Adami pubblica una commedia in un atto, intitolata La leggenda valacca. Citando, non solo nel titolo ma anche in alcuni passaggi della storia, l'omonima composizione del violoncellista e compositore italiano Gaetano Braga.
Dopo la morte di Puccini pubblicò una raccolta di lettere del maestro nell'Epistolario del 1928. Nel 1935 scrisse anche una biografia intitolata Giacomo Puccini, divenendo uno dei primi biografi del compositore. Nel 1942 scrisse una nuova biografia intitolata Il romanzo della vita di Giacomo Puccini.
Adami scrisse i libretti anche per altri compositori, come Riccardo Zandonai, per l'opera La via della finestra. Fu critico musicale per la rivista di Milano La sera e, dal 1931 al 1934, scrisse per la rivista La commedia. Collaborò sino alla fine della sua vita con il gruppo editoriale Ricordi.
Fra le opere da lui pubblicate si ricorda anche il libro per ragazzi intitolato Narran le maschere.
Riposa al Cimitero Monumentale di Milano.

## Opere

### Libretti
Titolo, compositore, anno
- La rondine, Puccini, 1917
- Il tabarro, Puccini, 1918

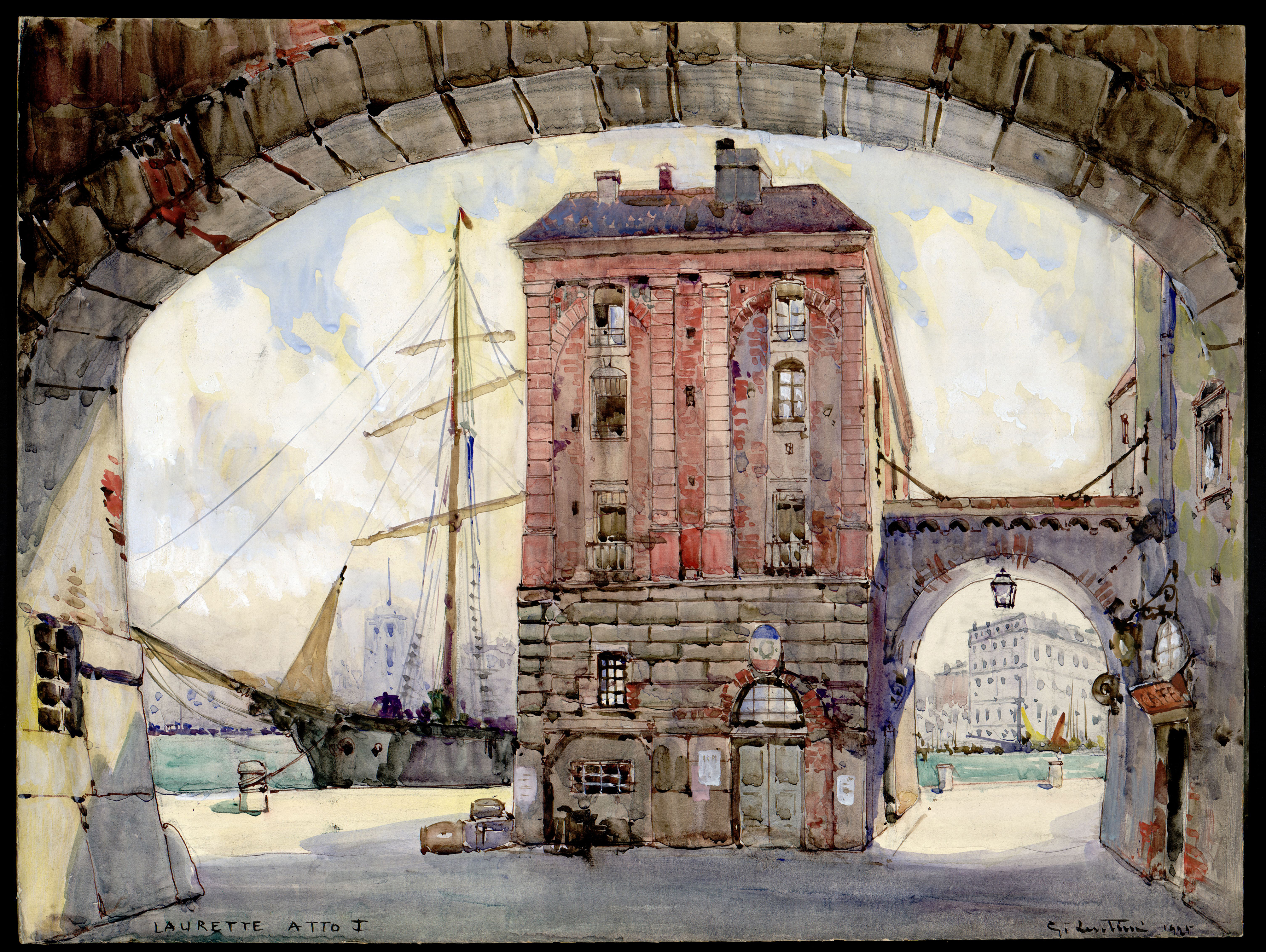
Bordeaux, la Capitaneria del porto, bozzetto di G. Lentini per Laurette (1925). Archivio Storico Ricordi.

- La via della finestra, Zandonai, 1919
- Anima allegra (con L. Motta), Vittadini, 1921
- La monacella della fontana, Mulè, 1923
- Nazareth, Vittadini, 1925
- La Sagredo, Vittadini, 1925
- Laurette, Landi, 1925[3]
- Turandot (con R. Simoni), Puccini, 1926
- Le mille e una notte, De Sabata, 1931
- Taormina, Mulè, 1938
- La zolfara, Mulè, 1939
- Fiammetta e l'avaro (con G. Forzano), Vittadini, 1951
- La figlia di Jefte, Sebastiano Caltabiano, 1953